# Banteay Srei
Banteay Srei (kmerski za "Šuma žena") je jedan od najmanjih kmerskih hramova u Angkoru (Kambodža) i jedini kojega nije izgradio kralj, nego dvorjanin Yajnavaraha s dvora kralja Rajendravarmana (10. stoljeće) oko 967. godine.
Hram se nalazi kod brda Phnom Dei, 25 km sjeveroistočno od Angkor Thoma. Hram je uglavnom izgrađen od crvenog pješčenjaka i njegove raskošne dekoracije su još uvijek dobro sačuvane. Građevine su skromnih dimenzija, ali s jako profinjenim plastičnim ukrasima, zbog čega je nazvan "dragocjenim draguljem kmerske umjetnosti"
U ovom hramu, po prvi put zabati ukrašeni narativnim prizorima, osobito oni na sjevernoj i južnoj knjižnici. Oni prikazuju šivaističke teme (npr. demon Ravana trese brda Kailasa iznad kojeg je Šiva ustoličen, dok Kama dolazi da poremeti njegovu meditaciju). Ostali zabati su posvećeni Višnuu i prikazuju teme kao što su "Kiša Indre" i "Umorstvo Kamsa". Dva druga poznata zabata s ovog spomenika sada se mogu naći u Nacionalnom muzeju Kambodže u Phnom Penhu i u Državnom muzeju azijske umjentosti (Musée des Arts asiatiques) Guimet, u Parizu. Brojni dovratnici prikazuju skulpture iz indijske mitologije.
Dokaz o kontinuiranoj uporabi i održavanju Banteay Sreija i okolnih lokaliteta Ishvarapura (oko izvora rijeke Siem Reap), pruža jedan važan natpis od početka 14. stoljeća koji se može vidjeti na kamenim vratima dovratnika gopure trećeg obzida. Na njemu se navodi ime njegova graditelja Yajnavaraha, te kako je njegov projekt privukao podršku njegovog brata i sestre.
Od 1992. godine, Banteay Srei je, kao dio Angkora, na popisu svjetske baštine UNESCO-a, a od 2002. do 2005. njegovu obnovu je provodila švicarska vlada u suradnji s međunarodnim projektom APSARA za zaštitu Angkora.
- Tlocrt hrama
- Tornjevi Banteay Sreija
- Zabat "knjižnice" s prikazom Šive
- Molitvena dvorana (mandapa) i toranj iznad svetišta
- Zaštitnik (Yaksa) na glavi mitskog bića Kalu